# Wólka Lichtajńska
Wólka Lichtajńska (deutsch Freiwalde) ist ein Ort in der polnischen Woiwodschaft Ermland-Masuren. Er gehört zur Gmina Ostróda (Landgemeinde Osterode in Ostpreußen) im Powiat Ostródzki (Kreis Osterode in Ostpreußen).

## Geographische Lage
Wólka Lichtajńska liegt an der Grabnica (polnisch Grabiczek) im Westen der Woiwodschaft Ermland-Masuren, sechs Kilometer südöstlich der Kreisstadt Ostróda (deutsch Osterode in Ostpreußen).

## Geschichte
Freiwalde wurde um 1820 gegründet und bestand in seinem Kern aus ein paar kleinen Höfen. 1874 wurde das Dorf in den Amtsbezirk Kraplau (polnisch Kraplewo) im Kreis Osterode in Ostpreußen aufgenommen.
30 Einwohner waren 1910 in Freiwalde registriert. Am 30. September 1928 wurde der Nachbargutsbezirk (Adlig) Lichteinen (polnisch Lichtajny) in die Landgemeinde Freiwalde eingegliedert und Freiwalde zeitgleich in „Lichteinen (bei Osterode)“ umbenannt.
Als 1945 in Kriegsfolge das gesamte südliche Ostpreußen an Polen überstellt wurde, erhielt die Ortschaft Freiwalde die polnische Namensform „Wólka Lichtajńska“. Heute ist der kleine Ort eine Ortschaft innerhalb der Landgemeinde Ostróda (Osterode i. Ostpr.) im Powiat Ostródzki (Kreis Osterode in Ostpreußen), bis 1998 der Woiwodschaft Olsztyn, seither der Woiwodschaft Ermland-Masuren zugehörig.

## Kirche
Bis 1945 war Freiwalde in die evangelische Kirche Kraplau in der Kirchenprovinz Ostpreußen der Kirche der Altpreußischen Union, außerdem in die römisch-katholische Kirche Osterode eingepfarrt.
Heute gehört Wólka Lichtajńska zur evangelisch-methodistischen Dreifaltigkeitskirche Kraplewo bzw. zur evangelisch-augsburgischen Kirche Ostróda in der Diözese Masuren, ebenso zur katholischen St.-Peter-und-Pauls-Kirche in Durąg (Döhringen) im Erzbistum Ermland.

## Verkehr
Wólka Lichtajńska ist über eine Nebenstraße von Lichtajny ((Adlig) Lichteinen bei Osterode) direkt zu erreichen. Eine Bahnanbindung gibt es nicht.